# Михалко Михайло Юхимович
Михалко Михайло Юхимович — діяч у сфері охорони природи, ініціатор створення Національного природного парку «Голосіївський», учасник дисидентського руху.

## Біографічні відомості
Мати, Луговська Лідія Гнатівна (1910—2001), народилася в Ялті, а виросла сиротою в с. Атюша на Чернігівщині. Вихована в українських звичаях. Батько, Михалко Юхим Андрійович (1907—1975), з с. Алтинівка на Сумщині, з родини розкуркулених хліборобів, 1931 р. був засуджений за зберігання зброї, карався на будівництві Біломорсько-Балтійського каналу. Михайло навчався в російських школах № 110 і 108 на Деміївці у Києві. Батько водив сина на могилу М. Грушевського, що на Байковому цвинтарі, розповідав про його твори. Згодом у поминальні дні Михайло приносив на його могилу жовто-блакитні крашанки.
1965 р. Михайло Юхимович закінчив факультет механізації сільського господарства Української сільгоспакадемії.

## Політична боротьба
Протягом життя багато разів рішуче пропонував рішення щодо захисту української мови та культури, часто з ризиком для себе. 
У 1978 р. намагався подати пропозиції до проекту нової Конституції (не були прийняті ні райвиконкомом, ні виконкомом міської ради). З труднощами, за власними словами, надав пропозиції до Верховної Ради УРСР, але жодна з них не була прийнята. 
Михалко провадив підпільну діяльність: на сконструйованому власними силами копіювальному апараті (після роботи розбирав і окремі частини його ховав у різних місцях) друкував короткі листівки і розклеював їх по Києву, маскуючи під оголошення: «Продається вже 325 років доля українського народу, його мова, культура, національні інтереси. Українці! Боріться проти русифікації, не давайте московським колонізаторам нищити українську мову!»; «Продається друкарська машинка для виготовлення листівок проти русифікації України»; «Міняю першого секретаря ЦК КПУ В. В. Щербицького на П. Ю. Шелеста» та інші. Частину листівок розсилав на адреси людей, які його не знали. Друкував звернення до відомих діячів української культури. Псував політичні плакати на вулицях. Підказував новобранцям у військкоматі Московського р-ну Києва, як поводитися, щоб не потрапити на війну в Афганістані. Для популяризації української мови налагодив виготовлення емальованих таць (підносів) з українськими прислів'ями: «Терпи, козаче, — отаманом будеш», «Хто по повній випиває — той під тином спочиває», «Хліб — батько, вода — мати» та ін.
Під час роботи інженером вентиляційного обладнання у Київському спецРБУ тресту «Укррембудматеріали» часто їздив у відрядження по Україні, що дозволяло поширювати листівки. Зокрема, Михайло Юхимович розносив їх по електричках на кінцевих зупинках, розкладав по партах університетських аудиторій, відсилав листівки поштою з різних міст, підписуючи конверти рукою пересічних людей. Одна з листівок називалася «Лист запорожців Першому секретарю ЦК Компартії України Щербицькому В. В.». КДБ вирішили, що діє всерадянська підпільна організація і для пошуків її членів була створена спеціальна група, яка працювала кілька років.
З «членів» цієї організації викритий та заарештований лише Михайло Юхимович (14.09. 1984 р., коли виходив з лікарні № 11). Під час обшуку в будинку органи КДБ вилучили кілька примірників «Листа запорожців…», лист до І. Драча та 148 патронів для стрільби зі спортивної зброї.

## Ув'язнення
Засуджений за статтями 1871 КК УРСР «Систематичне поширювання в усній формі завідомо неправдивих вигадок, що порочать радянський державний і суспільний лад, а так само виготовлення або розповсюдження в письмовій, друкованій або іншій формі творів такого ж змісту» та 222 ч. І — «Зберігання боєприпасів».
5.03.1985 р. Київський міський суд під головуванням Зубця Г. І. присудив Михалку 3 роки позбавлення волі в таборі загального режиму за «наклепи» та 2 роки за зберігання боєприпасів. За завданням КДБ Ірпінський нарсуд виявив порушення в оформленні відряджень Михайла Юхимовича і 6.01. 1987 р. присудив йому 3 р. і 6 міс. за ст. 83, ч. 2 («заволодіння державним майном шляхом шахрайства») та 194, ч. 1 («підробка документів»). Таким чином, слідство і суди тривали 22 місяці, остаточний термін склав 3 р. і 6 міс., оскільки менші терміни поглиналися більшими. Михайло Юхимович впевнений, що це — наслідок потаємних симпатій прокурорів та суддів, попри тиск КДБ. Крім того, збори колективу СпецРБУ, де він працював, відмовилися засудити його діяльність, зажадавши ознайомлення з текстами його листівок.
Надалі засуджений Михайло Михалко утримувався у таборі загального режиму № ЮА–45/75 у селищі Біличі під Києвом. Вважаючи, що на волі залишалося багато незробленого, клопотався про помилування: «Я зрозумів свої помилки. Більше так робити не буду». Але й у неволі продовжував агітацію серед в'язнів, за що його декілька разів викликав начальник колонії полковник Ягоденко і попереджував: «Михалко, зупинись, бо одержиш тюрму в тюрмі і на волю ніколи не вийдеш».
Роки ув'язнення принесли Михалку багато нових ідей. Головною з них, яка стала надалі справою всього життя Михайла Юхимовича, став намір створити у Києві національний природний парк «Голосіївський».
Був звільнений 16.10.1987 р. за амністією у зв'язку з 70-річчям Жовтневої революції. На роботу за фахом інженера його ніде не приймали. Влаштувався бляхарем у Сільгоспакадемії, де колись вчився.
Постановою Пленуму Верховного Суду України від 31.01.1992 р. вирок Михалку за ст. 187-1 скасовано за відсутністю складу злочину. Проте це не завадило продовжити боротьбу.

## Природоохоронна боротьба
Коли 1988 р. Голосіївський ліс почали вирубувати під будівництво, він організував масовий природоохоронний рух на його захист, згодом очолив громадську «Спілку Порятунку Голосієва», що діє досі. Серія масових акцій 1988 року на захист Голосївського лісу стала першими масштабними екологістськими протестами в Україні; супроводжувалася затриманнями Михайла Юхимовича, погрозами іншим учасникам.
Також Михалко став членом тодішнього керівництва Української екологічної асоціації «Зелений світ» та того ж, 1988 року — одним з ініціаторів створення Партії Зелених України як альтернативи КПРС (діє з 1990 р.). ПЗУ і асоціація відіграли визначну роль у політичному житті України, прискорили здобуття Україною незалежності у 1991 р. та заклали фундамент майбутнього екологістського руху.
Михалко протягом 2000-2010-х рр. давав коментарі ЗМІ щодо охорони зелених зон .
16 червня 2021 року розбив вікно 2 поверху будівлі Верховної Ради України, оголосивши про повстання українського народу проти вільного продажу землі, "за яку століттями проливали кров захисники України". 

## Творчість
Автор книги "Автобіографія: політична та екологічна" (упорядники: Олексій Василюк, Олег Андрос, Ганна Нужна). Книга видана у 2019 році громадською організацією UNCG  . У жовтні 2021 року відбулася презентація книги в Києві, в Музеї шістдесятництва. 

## Нагороди
28 травня 2009 року Президент України Віктор Ющенко підписав указ https://www.president.gov.ua/documents/3742009-8980 [Архівовано 10 жовтня 2019 у Wayback Machine.] «Про відзначення державними нагородами України працівників підприємств, установ, організацій міста Києва», яким Михайла Юхимовича нагороджено орденом «За заслуги» III ступеня.